# イーニド (オクラホマ州)
イーニド（Enid）は、アメリカ合衆国オクラホマ州の都市。ガーフィールド郡の郡庁所在地である。人口は5万1308人（2020年）。オクラホマシティの北110キロメートルに位置している。

## 概要
市名は詩人アルフレッド・テニスンの「国王牧歌」に登場する女性に由来している。
グレートプレーンズ東縁の穀倉地帯にあって、穀物の集積所として機能している。市内には巨大な穀物倉庫「カントリーエレベーター」が林立しておりイーニドの「顔」となっている。
市内でよく見かける鳥「ムラサキツバメ」は町のシンボルである。

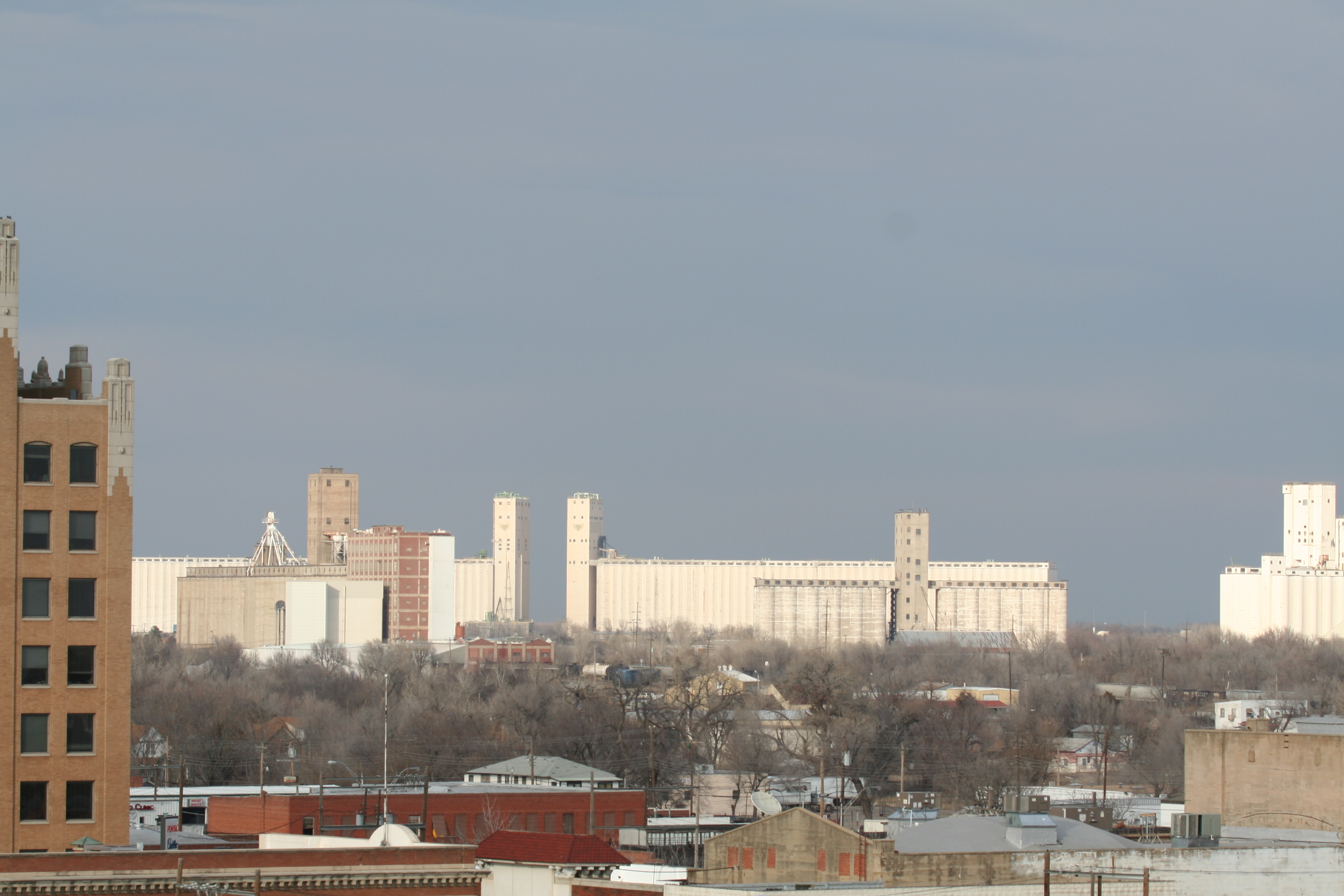
穀物倉庫（遠方）